# Paolo Montero
Paolo Rónald Montero Iglesias (Montevidéu, 3 de setembro de 1971) é um treinador e ex-futebolista uruguaio que atuava como zagueiro e lateral-esquerdo. 
É filho do ex-jogador Montero Castillo, meia que brilhou no Nacional, rival do Peñarol, onde o zagueiro brilhou.

## Carreira

### Peñarol
Como profissional, Montero começou sua carreira pelo Peñarol em 1990 e permaneceu no clube por duas temporadas, fazendo 34 jogos e marcando um gol.

### Atalanta
Depois de se transferir para a Atalanta, Montero tornou-se um elemento fixo no onze inicial do clube, e foi um jogador fundamental da defesa. Ele conseguiu 27 jogos no campeonato e dois gols em sua temporada de estreia na Serie A. Em sua segunda temporada com o clube, ele conseguiu 30 partidas, no entanto, a temporada do clube terminou em rebaixamento para a Série B. Na segunda divisão, Montero atuou em 34 jogos, marcando dois gols, ajudando sua equipe a voltar imediatamente à Serie A. Durante a temporada 1995-1996 da Serie A, Montero lutou com lesões, fazendo apenas 23 jogos.

### Juventus
Paolo Montero chegou à Juventus em 1996. Ele jogou seu primeiro jogo no Bianconero em 28 de agosto de 1996 em uma vitória por 2 a 0 sobre o Fidelis Andria na Copa Italia e marcou seu primeiro gol pela Juve em 30 de outubro de 1996 em uma vitória por 5 a 0 na Liga dos Campeões em casa sobre o Rapid Viena.
Pela Juventus ele ganhou quatro Scudettos e uma Copa Intercontinental. Apesar de seus sucessos no campeonato italiano, Paolo nunca conseguiu levantar uma Copa dos Campeões Europeus depois de 1996, perdendo três finais em 1997, 1998 e 2003. Ele detém o recorde de mais expulsões em partidas da Série A, com 16.
Estabelecido como um dos melhores defensores da história do clube, Paolo Montero encerrou sua passagem pela Juventus após 9 temporadas, 277 jogos e 6 gols totais, incluindo 186 jogos e 1 gol (em 29 de novembro de 2003 em um 1-3 home derby d'Italia) na Serie A.

### San Lorenzo
Após sua passagem pela Juventus, Montero se transferiu para o San Lorenzo, da Argentina. Sua passagem pelo clube foi curta devido a lesões. Ele deixou o clube após apenas 14 jogos e marcou um gol contra o Racing. Sua primeira aparição foi no empate por 1 a 1 contra o Independiente (Apertura 2005), enquanto sua última vez foi na derrota por 2 a 0 para o Arsenal (Clausura 2006). Nos dois jogos foi titular e completou os 90 minutos, algo que conseguiu em mais oito ocasiões. Em 3 dos 4 jogos restantes, fez parte do onze inicial, mas teve de ser substituído devido a lesão
Paolo Montero teve um ato nobre e inédito no futebol argentino, ele abriu mão de grande parte de seu salário por se sentir em dívida com a instituição por não ter tido um desempenho tão bom quanto se esperava dele. Montero recebeu apenas 25% do que lhe correspondia, devolvendo assim 320 mil dólares aos cofres do Ciclón.

### Retorno ao Peñarol
Para a temporada 2006-07, Montero retornou ao Peñarol, para uma última temporada antes de anunciar oficialmente sua aposentadoria. Ele marcou um gol em 26 partidas durante sua última temporada como jogador profissional.

## Seleção do Uruguai
Montero fez sua estreia pela seleção uruguaia de futebol em 5 de maio de 1991 contra os Estados Unidos, onde sua equipe perdeu por 1-0. Foi titular indiscutível e peça fundamental por mais de dez anos. Ele tem 60 partidas e marcou 5 gols pela seleção uruguaia entre 1991 e 2005. Com a seleção uruguaia, participou de três competições organizadas pela Fifa: a Copa do Mundo Sub-20 de 1991, a Copa das Confederações de 1997 e, finalmente, a Copa do Mundo de 2002. Durante a Copa do Mundo de 2002, ele jogou três partidas: contra Dinamarca, França e, finalmente, Senegal. Seu último jogo pela Celeste foi contra a Austrália, na repescagem das Eliminatórias da Copa do Mundo de 2006, perdendo por 4 a 2 nos pênaltis após empatar no agregado..

## Treinador
Em 2014 começou na função de treinador de futebol, dirigindo a equipe de juniores do Peñarol e mas tarde, no ano de 2016 foi-se pra Argentina onde dirigiu o modesto Boca Unidos e depois o Colón.

## Títulos
Juventus
- Supercopa Europeia: 1996
- Copa Intercontinental: 1996
- Serie A: 1996–97, 1997–98, 2001–02 e 2002–03
- Supercopa da Itália: 1997, 2002 e 2003